# Bujaleuf
Bujaleuf (Bujaleu en occitan) est une commune française située dans le département de la Haute-Vienne, au cœur de la région historique du Limousin.

## Géographie

### Situation

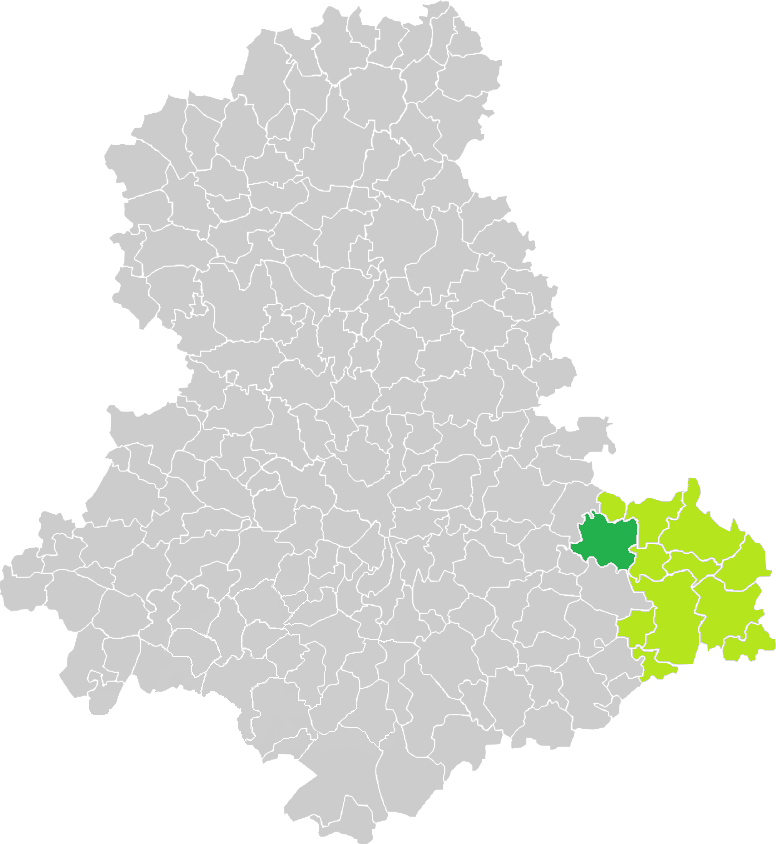
Situation de la commune de Bujaleuf en Haute-Vienne.

| Champnétery          | Cheissoux     | Saint-Julien-le-Petit |
| Saint-Denis-des-Murs | Bujaleuf      | Augne                 |
| Masléon              | Neuvic-Entier | Eymoutiers            |

### Relief
La commune est située en région de basse montagne, classée par la Loi montagne de 1985. Elle fait partie du Parc naturel régional de Millevaches en Limousin. Ses points culminants sont aux Perrières (536 m. d'altitude) et au Puy de Breix (522 m.).

### Climat
Pour des articles plus généraux, voir Climat de la Nouvelle-Aquitaine et Climat de la Haute-Vienne.
Historiquement, la commune est exposée à un climat océanique limousin.  
En 2020, Météo-France publie une typologie des climats de la France métropolitaine dans laquelle la commune est dans une zone de transition entre le climat océanique altéré et le climat de montagne et est dans la région climatique  Ouest et nord-ouest du Massif Central, caractérisée par une pluviométrie annuelle de 900 à 1 500 mm, maximale en automne et en hiver.
Pour la période 1971-2000, la température annuelle moyenne est de 10,9 °C, avec une amplitude thermique annuelle de 14,8 °C. Le cumul annuel moyen de précipitations est de 1 205 mm, avec 12,9 jours de précipitations en janvier et 8,4 jours en juillet. Pour la période 1991-2020, la température moyenne annuelle observée sur la station météorologique la plus proche, située sur la commune d'Eymoutiers à 11 km à vol d'oiseau, est de 11,4 °C et le cumul annuel moyen de précipitations est de 1 170,3 mm,. Pour l'avenir, les paramètres climatiques de la commune estimés pour 2050 selon différents scénarios d’émission de gaz à effet de serre sont consultables sur un site dédié publié par Météo-France en novembre 2022.

## Urbanisme

### Typologie
Au 1er janvier 2024, Bujaleuf est catégorisée commune rurale à habitat dispersé, selon la nouvelle grille communale de densité à sept niveaux définie par l'Insee en 2022.
Elle est située hors unité urbaine. Par ailleurs la commune fait partie de l'aire d'attraction de Limoges, dont elle est une commune de la couronne,. Cette aire, qui regroupe 127 communes, est catégorisée dans les aires de 200 000 à moins de 700 000 habitants,.

### Occupation des sols
L'occupation des sols de la commune, telle qu'elle ressort de la base de données européenne d’occupation biophysique des sols Corine Land Cover (CLC), est marquée par l'importance des territoires agricoles (56,6 % en 2018), une proportion sensiblement équivalente à celle de 1990 (56,8 %). La répartition détaillée en 2018 est la suivante : 
forêts (36,3 %), prairies (32,1 %), zones agricoles hétérogènes (23,6 %), eaux continentales (3 %), zones urbanisées (2,2 %), milieux à végétation arbustive et/ou herbacée (1,3 %), terres arables (0,8 %), espaces verts artificialisés, non agricoles (0,7 %). L'évolution de l’occupation des sols de la commune et de ses infrastructures peut être observée sur les différentes représentations cartographiques du territoire : la carte de Cassini (XVIIIe siècle), la carte d'état-major (1820-1866) et les cartes ou photos aériennes de l'IGN pour la période actuelle (1950 à aujourd'hui).

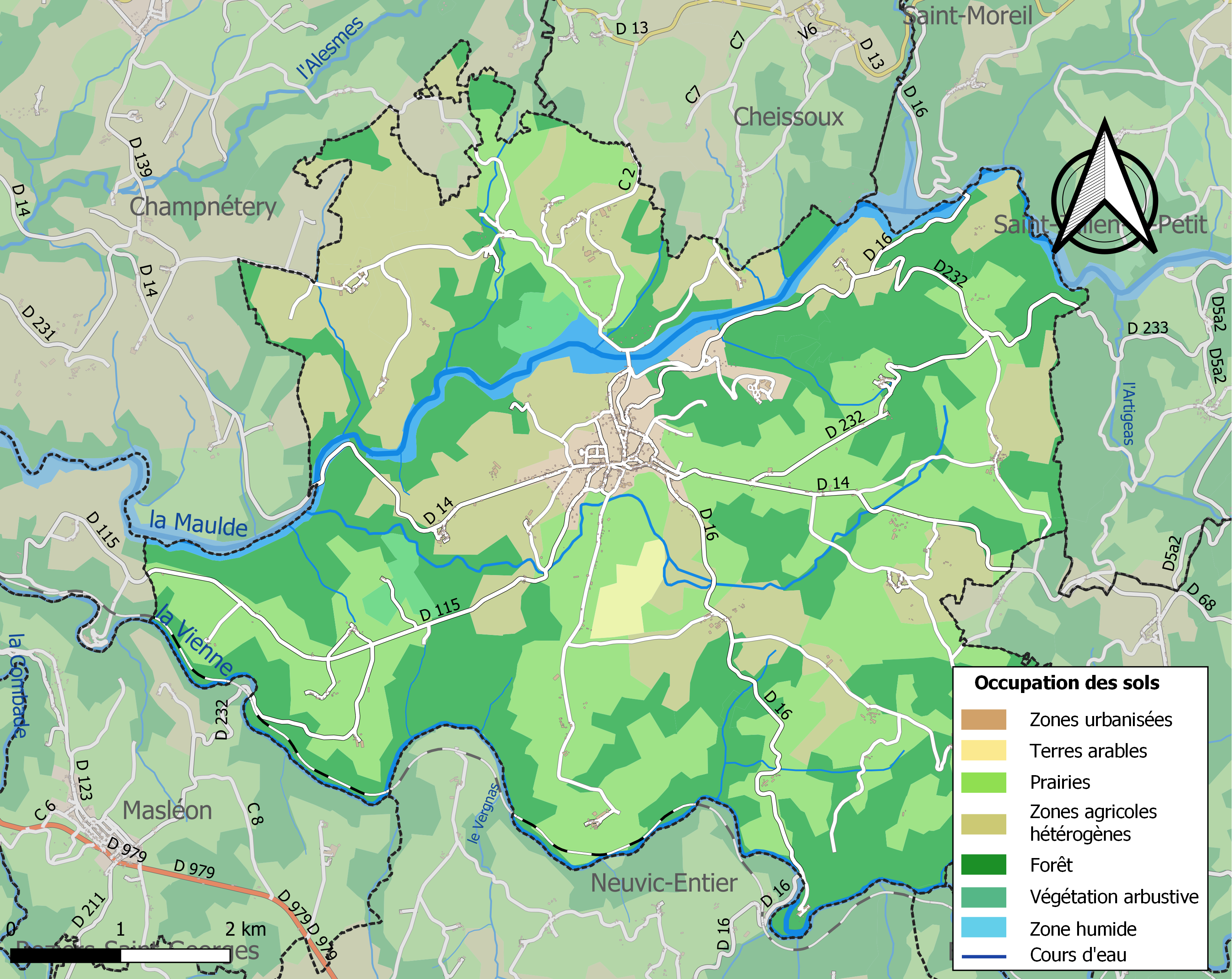
Carte des infrastructures et de l'occupation des sols de la commune en 2018 (CLC).

### Risques majeurs
Le territoire de la commune de Bujaleuf est vulnérable à différents aléas naturels : météorologiques (tempête, orage, neige, grand froid, canicule ou sécheresse) et séisme (sismicité faible). Il est également exposé à un risque technologique, la rupture d'un barrage, et à un risque particulier : le risque de radon. Un site publié par le BRGM permet d'évaluer simplement et rapidement les risques d'un bien localisé soit par son adresse soit par le numéro de sa parcelle.

#### Risques naturels

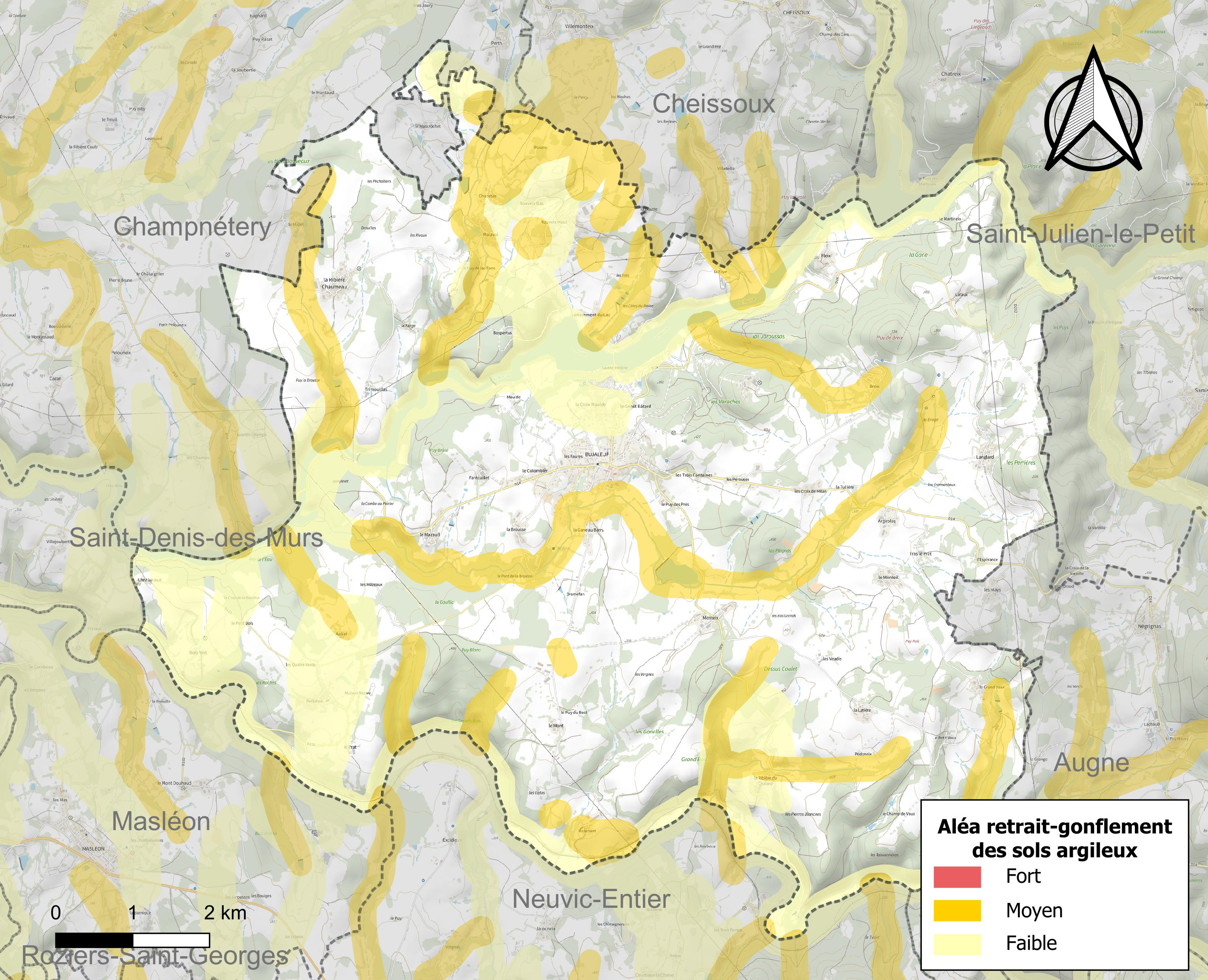
Carte des zones d'aléa retrait-gonflement des sols argileux de Bujaleuf.

Le retrait-gonflement des sols argileux est susceptible d'engendrer des dommages importants aux bâtiments en cas d’alternance de périodes de sécheresse et de pluie. 18,6 % de la superficie communale est en aléa moyen ou fort (27 % au niveau départemental et 48,5 % au niveau national métropolitain). Depuis le 1er octobre 2020, en application de la loi ÉLAN, différentes contraintes s'imposent aux vendeurs, maîtres d'ouvrages ou constructeurs de biens situés dans une zone classée en aléa moyen ou fort,.
La commune a été reconnue en état de catastrophe naturelle au titre des dommages causés par les inondations et coulées de boue survenues en 1982 et 1999 et par des mouvements de terrain en 1999.

#### Risque technologique
La commune est en outre située en aval du barrage de Vassivière, un ouvrage de classe A situé dans le département de la Creuse, sur la Maulde. À ce titre elle est susceptible d’être touchée par l’onde de submersion consécutive à la rupture de cet ouvrage.

#### Risque particulier
Dans plusieurs parties du territoire national, le radon, accumulé dans certains logements ou autres locaux, peut constituer une source significative d’exposition de la population aux rayonnements ionisants. Selon la classification de 2018, la commune de Bujaleuf est classée en zone 3, à savoir zone à potentiel radon significatif.

## Toponymie
Selon Guy Royer et Jean-Louis Dutreix, le nom de Bujaleuf désignerait un « village de défricheurs » de l'époque gauloise : Bugialo, « le champ de Bugius ». Pour Yves Lavalade, l'origine du toponyme est incertaine : peut-être un nom d'homme gaulois dérivé de Bugius, ou un nom d'homme gaulois Boduos. Selon Ernest Nègre, le nom vient peut-être d'un composé gaulois Boduo-ialo, avec métathèse du deuxième élément.

## Histoire
Bernard Cortes de Bujaleuf  (Bernardus Cortes de Bujalou) est cité comme témoin dans un acte de 1140 des cartulaires d'Aureil et de l'Artige. Autre témoin, Audoin de Bujaleuf est mentionné vers 1150.
Sous l'Ancien Régime, la paroisse de Bujaleuf, plus étendue que la commune actuelle, abritait trois grandes seigneuries : le Chalard, Bujaleuf et Bellabre, et deux plus petites, le Mazeau et Boisvert. Les titulaires des deux premières seigneuries étaient les familles de La Regondie puis de Maulmont.
En 1880, Bujaleuf est desservi par le train (ligne de Limoges à Eymoutiers). La gare se trouve entre Bujaleuf et Châteauneuf, sur la commune de Neuvic-Entier.

## Politique et administration

### Liste des maires
| Période                                  | Période   | Identité                    | Étiquette | Qualité                                                               |
| ---------------------------------------- | --------- | --------------------------- | --------- | --------------------------------------------------------------------- |
| Les données manquantes sont à compléter. |           |                             |           |                                                                       |
| 1896                                     | 1918      | Henri Gorceix               |           | Géologue et minéralogiste                                             |
| 1833                                     | 1836      | Jean baptiste DUBOIS/DUBOYS |           | -->                                                                   |
| 1841                                     | 1848      | Jean baptiste DUBOIS/DUBOYS |           | -->                                                                   |
| 1947                                     | Mars 1989 | Jean Biron                  | PS        | Enseignant, résistant, artiste                                        |
| Mars 1989                                | Juin 1995 | André Poutissou             | PS        | Retraité de l’Éducation Nationale, ancien député du Rhône (1976-1978) |
| Juin 1995                                | Mars 2001 | Bernard Thuiller            |           |                                                                       |
| Nov. 2002                                | Mai 2020  | Alain Dolley                | PS        |                                                                       |
| Mai 2020                                 | En cours  | Jean-Michel Bidaud          | PS        |                                                                       |

### Jumelages
- Burgoberbach (Allemagne), voir Burgoberbach (de).

## Population et société

### Démographie
L'évolution du nombre d'habitants est connue à travers les recensements de la population effectués dans la commune depuis 1793. Pour les communes de moins de 10 000 habitants, une enquête de recensement portant sur toute la population est réalisée tous les cinq ans, les populations de référence des années intermédiaires étant quant à elles estimées par interpolation ou extrapolation. Pour la commune, le premier recensement exhaustif entrant dans le cadre du nouveau dispositif a été réalisé en 2006.

En 2022, la commune comptait 873 habitants, en évolution de +3,93 % par rapport à 2016 (Haute-Vienne : −0,68 %, France hors Mayotte : +2,11 %).
| 1793  | 1800  | 1806  | 1821  | 1831  | 1836  | 1841  | 1846  | 1851  |
| ----- | ----- | ----- | ----- | ----- | ----- | ----- | ----- | ----- |
| 1 575 | 1 408 | 1 419 | 1 872 | 1 936 | 1 968 | 1 972 | 2 150 | 2 130 |

| 1856  | 1861  | 1866  | 1872  | 1876  | 1881  | 1886  | 1891  | 1896  |
| ----- | ----- | ----- | ----- | ----- | ----- | ----- | ----- | ----- |
| 2 151 | 2 000 | 2 086 | 2 115 | 2 159 | 2 226 | 2 384 | 2 490 | 2 513 |

| 1901  | 1906  | 1911  | 1921  | 1926  | 1931  | 1936  | 1946  | 1954  |
| ----- | ----- | ----- | ----- | ----- | ----- | ----- | ----- | ----- |
| 2 388 | 1 764 | 1 731 | 1 574 | 1 520 | 1 384 | 1 404 | 1 366 | 1 305 |

| 1962  | 1968  | 1975  | 1982  | 1990 | 1999 | 2006 | 2011 | 2016 |
| ----- | ----- | ----- | ----- | ---- | ---- | ---- | ---- | ---- |
| 1 300 | 1 104 | 1 059 | 1 079 | 999  | 927  | 906  | 867  | 840  |

| 2021 | 2022 | - | - | - | - | - | - | - |
| ---- | ---- | - | - | - | - | - | - | - |
| 853  | 873  | - | - | - | - | - | - | - |

L'importante différence entre 1901 et 1906 (- 624 hab) ne résulte pas d'un recensement erroné. En 1903 fut créée la commune de Cheissoux, qui fut alors distraite de la population de Bujaleuf. On peut donc considérer qu'en 1901, le territoire communal actuel devait avoir environ 1800 habitants.

## Culture locale et patrimoine

### Lieux et monuments
- Lac Sainte-Hélène (lac artificiel sur la Maulde).
- Fontaine (dite miraculeuse) de Saint-Martin.
- Église de l'Ordination-de-Saint-Martin, du XIIIe siècle, inscrite au titre des monuments historiques en 1926[35].
- Château du Chalard, édifié sur un éperon qui domine un méandre de la Vienne[36].
- Château de Bujaleuf, identifié par Guy Royer et Jean-Louis Dutreix, à quinze mètres de l'angle sud-ouest de l'église[37].

### Personnalités liées à la commune
- Henri Gorceix (1842-1919), minéralogiste français fondateur en 1875 de l'École des Mines d'Ouro Preto (État de Minas Gerais), berceau des activités minières et sidérurgiques au Brésil.
- Robert Vergnaud (1918-2015), Haut Fonctionnaire - Membre du Conseil économique et social, P.D.G d'Air Inter durant 12 ans et ancien Maire de Rivedoux-Plage 17, y résidait.

### Héraldique
| Blason de Bujaleuf | Blason  | Tiercé en pairle: au 1er d'hermine plain, au 2e de sinople au cheval contourné d'argent au 3e d'azur au poisson d'argent; à l'écusson de gueules, mouvant de la pointe, brochant sur la partition et chargé des lettres gothiques s et m minuscules d'or, rangées en pal. |
| Blason de Bujaleuf | Détails | |